# Joseph Lewis (cineasta)
Joseph H. Lewis (Nueva York, 6 de abril de 1907 - Santa Mónica, California, 30 de agosto de 2000) fue un director estadounidense. Se le asocia al género negro (entre otros filmes, por Agente especial), e inicialmente a la serie B, pero su obra es muy amplia.

## Cineasta
El neoyorquino Joseph H. Lewis, hijo de un oculista, quería ser actor. A la muerte de su padre se fue a California y empezó a trabajar como ayudante de cámara en la Metro Goldwyn Mayer, dado que su hermano mayor era montador cinematográfico en esa empresa (lo fue de por vida); siguió allí hasta el fin del cine mudo. Joseph Lewis en 1931 empezó a ayudar a su hermano en varios montajes. Estuvo año y medio en la Metro, y después supervisó este trabajo para los estudios Republic durante dos años y medio. 
Se inició con trabajos para la segunda unidad de filmación, pero ya en 1937 consiguió ser director: Luchadores del oeste fue la primera película. A continuación, hizo muchos westerns baratos y otras películas B, a menudo con altibajos.
En todo caso, muchas películas suyas de principios del 1940 —Two-fisted Rangers, Texas Stagecoach, The Return of Wild Bill—, son bien valoradas, junto con el film con Bela Lugosi, El fantasma invisible (1941). También se recuerdan The Mad Doctor of Market Street (1942), Bombas sobre Burma (1943) o Minstrel man (1944), film cuya producción fue diseñada por Edgar G. Ulmer.
Pasó a un primer plano con los estudios Columbia gracias a My Name Is Julia Ross (1945), pero solo tras haber hecho 27 largometrajes; esto es, fue considerado como verdadero autor una vez que su maestría artesanal estaba más que asentada.
Del cine negro de Joseph Lewis, tan destacado por algunos críticos, sobresalen los filmes: Secrets of a Co-Ed (1942), My Name Is Julia Ross, The Falcon in San Francisco (ambos de 1945), So Dark the Night (1946); El demonio de las armas (Gun Crazy, 1950); Relato criminal (1949); Mujer sin pasaporte (1950); Cry of the Hunted (1953), y Agente especial / /Gansters en fuga (The Big Combo, 1955).
Quizá la película por la que más se le mencione sea El demonio de las armas, antecedente directo de Bonnie & Clyde y otras de argumentos similares. Es una obra maestra del cine negro en la mejor época, con una visión oscura de la posguerra estadounidense; las imágenes son muy modernas y buena parte de la acción ocurre en exteriores y a menudo durante el día.
Por otra parte, Mujer sin pasaporte, con Hedy Lamarr, rompió todos los moldes narrativos del género: exotismo cubano, realismo de la violencia, aventuras (avión, aterrizajes forzados, fugas) y cerrazón psicopática. Reconoció que se vio influido por un solo cineasta, William Wyler, en lo que se refiere a su tono narrativo, que está tan cuidado.
Pero se ha destacado la famosa y violenta película The Big Combo (Agente especial, 1955), donde un policía se obsesiona por perseguir a un mafioso y sádico, que asesina a quienes le estorban, incluyendo a sus colaboradores más cercanos. Es una muestra de refinado cine negro, menos frenética que Los sobornados de Fritz Lang, que apuesta por una estética minimalista para «componer una sinfonía en blanco y negro de la violencia física».
Dejó el cine en 1958, con Terror in a Texas Town, con un guion de Dalton Trumbo, que estaba en la lista negra (Lewis dijo que arriesgarse ante esos inquisidores le permitiría dormir bien). Luego trabajó ampliamente para la TV, en los años 1960. Se retiró y murió muchos años después, en 2000.
Destaca por la calidad de las imágenes y por el control visual de las escenas: «he estampado mi firma en cada fotograma», dijo. Tras haber sido olvidado durante muchos años, se le ha reconocido en diversos festivales; y una vez más el estudioso y director Peter Bogdanovich lo resaltó en una gran entrevista y en otros textos. A su muerte había recuperado parte del prestigio que tuvo; hoy puede verse su obra gracias a las ediciones de DVD, que prosiguen.

## Director de cine
- 1937: Luchadores del oeste (Courage of the West)
- 1937: Navy Spy
- 1937: The Singing Outlaw
- 1938: Border Wolves
- 1938: The Last Stand
- 1938: The Spy Ring
- 1939: Two-Fisted Rangers
- 1941: Arizona Cyclone
- 1941: Criminals Within
- 1941: El fantasma invisible (The Invisible Ghost)
- 1941: The Mad Doctor of Market Street
- 1940: Blazing Six Shooters
- 1940: Boys of the City
- 1940: Pride of the Bowery
- 1940: Texas Stagecoach
- 1940: That Gang Of Mine
- 1940: The Man From Tumbleweeds
- 1940: The Return of Wild Bill
- 1941: Arizona Cyclone
- 1941: Criminals Within
- 1941: The Invisible Ghost
- 1941: The Mad Doctor of Market Street
- 1942: Secrets of a Co-Ed
- 1942: The Boss of Hangtown Mesa
- 1942: The Silver Bullet
- 1943: Bombs Over Burma
- 1944: The Minstrel Man
- 1945: Mi nombre es Julia Ross (My Name Is Julia Ross)
- 1945: The Falcon in San Francisco
- 1946: So Dark the Night
- 1946: The Jolson Story
- 1947: El espadachín (The Swordsman)
- 1948: Tío Willie (The Return of October)
- 1949: El demonio de las armas (Gun Crazy)
- 1949: Relato criminal (The Undercover Man)
- 1950: Mujer sin pasaporte (A Lady without Passport)
- 1952: Desperate Search
- 1952: Paralelo 38 (Retreat, Hell!)
- 1953: Cry of the Hunted
- 1955: The Big Combo
- 1955: A Lawless Street
- 1956: Seventh Cavalry
- 1957: The Halliday Brand
- 1958: Terror in a Texas Town